# The O.C.
The O.C. là một chương trình truyền hình Hoa Kỳ, được chiếu trên hệ thống truyền hình FOX từ ngày 5 tháng 8 năm 2003 đến 22 tháng 2, 2007. Chương trình được tạo ra bởi Josh Schwartz, và miêu tả đời sống của một nhóm vị thành niên hư cấu và gia đình họ tại Quận Cam, California, một nơi nổi tiếng là giàu có. Đến nay, chương trình đã được phát sóng trên hơn 50 quốc gia trên thế giới.
Chương trình được chú ý vì những bài nhạc được chọn lọc, đã giới thiệu khán giả đến một số ban nhạc ít người biết đến trước đó, như ban nhạc Phantom Planet.